# 北川航也
北川 航也（きたがわ こうや、1996年7月26日 - ）は、静岡県静岡市駿河区出身のプロサッカー選手。Jリーグ・清水エスパルス所属。ポジションはフォワード（FW）。元日本代表。

## 略歴

### クラブ

#### 清水エスパルス
2015年、ユースから清水エスパルスに昇格。同年5月21日、ナビスコカップ・名古屋グランパスエイト戦でプロ初得点。
2016年7月11日、J2第22節のロアッソ熊本戦では自身初の2得点を決めて勝利に貢献した。
2017年8月9日の第21節セレッソ大阪戦で初先発。2得点をあげる活躍を見せた。9月9日、第25節のヴァンフォーレ甲府戦では決勝点を決めて連敗を止めた。
2018年5月12日、第14節の湘南ベルマーレ戦では2得点をあげて勝利に貢献した。9月29日、第28節のFC東京戦で得点を挙げ、2試合連続得点を決めた。10月7日、第29節のジュビロ磐田との静岡ダービーでは2得点2アシストの活躍を見せ、自身初の二桁得点を達成して勝利に貢献した。10月20日には首位争いをしていたサンフレッチェ広島相手に先制点を奪う等、ここぞという舞台で活躍を見せたことが評価され、10月度の月間MVPを受賞した。11月10日、J1第32節・名古屋グランパス戦で後半14分に先制点を挙げ、キャリアハイとなる13得点に記録を伸ばした。J1第34節・V・ファーレン長崎戦では自身の出場は無かったものの、チームメートである金子翔太がシーズン10得点目を挙げたことで、北川・ドウグラス・金子の3人が、1998年以来となる1シーズン3人の二桁得点を達成。チームも2013年以来となる一桁順位でリーグ戦を終えた。
2019年4月20日、第8節のセレッソ大阪戦では4試合連続で得点を決めて勝利に貢献した。

#### SKラピード・ウィーン
同年7月31日、オーストリア・ブンデスリーガ1部のSKラピード・ウィーンへ移籍することを発表した。8月4日、LASKリンツ戦で途中出場から移籍後初出場を果たした。9月25日、カップ戦の2回戦のザルツブルク戦で移籍後初ゴールを決めた。しかし、この試合中に左足首靭帯損傷及び圧迫損傷の怪我を負い途中交代。年内最終戦の第18節FCアドミラ・ヴァッカー・メードリング戦で復帰した。
2020年6月14日、第26節ヴォルフスベルガーAC戦でリーグ戦初ゴールを決めた。12月3日、UEFAヨーロッパリーグ第6節のアーセナルFC戦でEL初ゴールを決めた。
2020-2021シーズン、ポジション争いでおくれをとり、5試合の先発出場にとどまった。
2021-2022シーズン、2年以上にわたって大きな活躍がなく、メンバー外となるなど厳しい立場に置かれ、現地メディアは「言い訳の時間は終わった。ラピードが150万ユーロ（約1億9700万円）を費やして獲得したわりには明らかに物足りない」と酷評している。

#### エスパルスに復帰
2022年6月19日、清水エスパルスに完全移籍で復帰したことが発表された。
また、復帰初戦の鳥栖戦では1ゴールを記録している。
2023シーズン、チームはJ2に降格。フォワードだが得点を取るタイプではなく、囮になる「デコイラン」として活躍した。
2024シーズンのキャプテンに任命される。
2024年、4月度のJ2月間MVPを受賞した。

### 代表歴
2018年10月8日、FW小林悠の怪我による代表離脱に伴い、キリンチャレンジカップ2018のパナマ戦・ウルグアイ戦に代表初招集されることが発表され、10月12日のパナマ戦で日本代表初出場。11月20日、キルギス戦で代表初先発を果たし、後半27分に大迫勇也のゴールをアシストした。
2019年1月、AFCアジアカップ2019のメンバーに選出された。大会では、大迫の怪我や武藤嘉紀の累積警告での出場停止などスタメンで起用されることもあったが、目立った活躍が出来ず無得点で大会を終えた。

## エピソード
さくらももこの訃報が発表された後の2018年8月29日の横浜F・マリノス戦の試合前、哀悼の意を表してロッカールームでアニメ・『ちびまる子ちゃん』のテーマソングに使われていた『おどるポンポコリン』を聞いていた。

## 所属クラブ
- ピュアSC
- 城北SSS(静岡市立大里西小学校)
- 清水エスパルスジュニアユース(静岡市立大里中学校)
- 清水エスパルスユース(静岡県立駿河総合高等学校)
- 2015年 - 2019年7月  清水エスパルス
- 2019年7月 - 2022年6月  SKラピード・ウィーン
- 2022年6月 -  清水エスパルス

## 個人成績
| 国内大会個人成績 | 国内大会個人成績   | 国内大会個人成績 | 国内大会個人成績 | 国内大会個人成績 | 国内大会個人成績 | 国内大会個人成績 | 国内大会個人成績 | 国内大会個人成績 | 国内大会個人成績 | 国内大会個人成績 | 国内大会個人成績 |
| 年度             | クラブ             | 背番号           | リーグ           | リーグ戦         | リーグ戦         | リーグ杯         | リーグ杯         | オープン杯       | オープン杯       | 期間通算         | 期間通算         |
| 年度             | クラブ             | 背番号           | リーグ           | 出場             | 得点             | 出場             | 得点             | 出場             | 得点             | 出場             | 得点             |
| 日本             | 日本               | 日本             | 日本             | リーグ戦         | リーグ戦         | リーグ杯         | リーグ杯         | 天皇杯           | 天皇杯           | 期間通算         | 期間通算         |
| ---------------- | ------------------ | ---------------- | ---------------- | ---------------- | ---------------- | ---------------- | ---------------- | ---------------- | ---------------- | ---------------- | ---------------- |
| 2015             | 清水               | 36               | J1               | 7                | 1                | 5                | 1                | 1                | 0                | 13               | 2                |
| 2016             | 清水               | 23               | J2               | 30               | 9                | -                | -                | 4                | 0                | 34               | 9                |
| 2017             | 清水               | 23               | J1               | 26               | 5                | 4                | 2                | 2                | 0                | 32               | 7                |
| 2018             | 清水               | 23               | J1               | 32               | 13               | 3                | 1                | 2                | 0                | 37               | 14               |
| 2019             | 清水               | 23               | J1               | 20               | 6                | 3                | 1                | 1                | 0                | 24               | 7                |
| オーストリア     | オーストリア       | オーストリア     | オーストリア     | リーグ戦         | リーグ戦         | リーグ杯         | リーグ杯         | オーストリア杯   | オーストリア杯   | 期間通算         | 期間通算         |
| 2019-20          | ラピード・ウィーン | 32               | ブンデスリーガ   | 19               | 2                | -                | -                | 1                | 1                | 20               | 3                |
| 2020-21          | ラピード・ウィーン | 32               | ブンデスリーガ   | 18               | 3                | -                | -                | 3                | 0                | 21               | 3                |
| 2021-22          | ラピード・ウィーン | 32               | ブンデスリーガ   | 12               | 0                | -                | -                | 2                | 0                | 14               | 0                |
| 日本             | 日本               | 日本             | 日本             | リーグ戦         | リーグ戦         | リーグ杯         | リーグ杯         | 天皇杯           | 天皇杯           | 期間通算         | 期間通算         |
| 2022             | 清水               | 45               | J1               | 10               | 1                | -                | -                | -                | -                | 10               | 1                |
| 2023             | 清水               | 45               | J2               | 33               | 4                | 4                | 1                | 1                | 0                | 38               | 5                |
| 2024             | 清水               | 23               | J2               | 34               | 12               | 0                | 0                | 2                | 1                | 36               | 13               |
| 通算             | 日本               | 日本             | J1               | 95               | 26               | 15               | 5                | 6                | 0                | 116              | 31               |
| 通算             | 日本               | 日本             | J2               | 97               | 25               | 4                | 1                | 7                | 1                | 108              | 27               |
| 通算             | オーストリア       | オーストリア     | ブンデス         | 49               | 5                | -                | -                | 1                | 1                | 20               | 3                |
| 総通算           | 総通算             | 総通算           | 総通算           | 246              | 56               | 19               | 6                | 14               | 2                | 233              | 64               |

| 2015   | J-22   | -      | J3     | 4 | 0 | 4 | 0 |
| 通算   | 日本   | 日本   | J3     | 4 | 0 | 4 | 0 |
| 総通算 | 総通算 | 総通算 | 総通算 | 4 | 0 | 4 | 0 |

その他の公式戦
- 2023年
  - J1昇格プレーオフ 2試合0得点

## タイトル

### チーム
清水エスパルスジュニアユース
- 日本クラブユースサッカー選手権(U-15)大会：2回（2010年、2011年）

清水エスパルス
- J2リーグ（2024年）

### 個人
- 日本クラブユースサッカー選手権(U-15)大会・大会MVP（2011年）
- 日本クラブユースサッカー選手権(U-15)大会・得点王（2011年）
- Jリーグ・月間ベストゴール賞：1回（2017年8月）
- J1・月間MVP：1回（2018年10月）
- TAG Heuer YOUNG GUNS AWARD・ベストイレブン（2018年）

## 代表歴

### 出場大会
- U-14日本代表
- U-15日本代表
- U-16日本代表
  - AFC U-16選手権（2012年）
- U-17日本代表
- U-18日本代表
- U-19日本代表
  - AFC U-19選手権（2014年）
- U-22日本代表（予備登録）
- 日本代表（2018年 - 2019年）
  - キリンチャレンジカップ（2018年）
  - AFCアジアカップ2019（2019年）

### 試合数
- 国際Aマッチ 8試合 0得点（2018年 - 2019年）

| 日本代表 | 国際Aマッチ | 国際Aマッチ |
| 年       | 出場        | 得点        |
| -------- | ----------- | ----------- |
| 2018     | 3           | 0           |
| 2019     | 5           | 0           |
| 通算     | 8           | 0           |

### 出場
| No. | 開催日         | 開催都市     | スタジアム                       | 対戦国           | 結果 | 監督   | 大会                       |
| --- | -------------- | ------------ | -------------------------------- | ---------------- | ---- | ------ | -------------------------- |
| 1.  | 2018年10月12日 | 新潟         | デンカビックスワンスタジアム     | パナマ           | ○3-0 | 森保一 | キリンチャレンジカップ2018 |
| 2.  | 2018年11月16日 | 大分         | 大分銀行ドーム                   | ベネズエラ       | △1-1 | 森保一 | キリンチャレンジカップ2018 |
| 3.  | 2018年11月20日 | 新潟         | 豊田スタジアム                   | キルギス         | ○4-0 | 森保一 | キリンチャレンジカップ2018 |
| 4.  | 2019年1月9日   | ドバイ       | アール・ナヒヤーン・スタジアム   | トルクメニスタン | ○3-2 | 森保一 | AFCアジアカップ2019        |
| 5.  | 2019年1月13日  | アブダビ     | シェイク・ザイード・スタジアム   | オマーン         | ○1-0 | 森保一 | AFCアジアカップ2019        |
| 6.  | 2019年1月17日  | アル・アイン | ハリーファ国際スタジアム         | ウズベキスタン   | ○2-1 | 森保一 | AFCアジアカップ2019        |
| 7.  | 2019年1月21日  | シャールジャ | シャールジャ・スタジアム         | サウジアラビア   | ○1-0 | 森保一 | AFCアジアカップ2019        |
| 8.  | 2019年1月24日  | ドバイ       | アール・マクトゥーム・スタジアム | ベトナム         | ○1-0 | 森保一 | AFCアジアカップ2019        |